# アドリアン・アドニス
アドリアン・アドニス（Adrian Adonis、本名：Keith A. Franke、1953年9月15日 - 1988年7月4日）は、アメリカ合衆国のプロレスラー。ニューヨーク州ニューヨークシティ出身。リングネームは英語圏では「エイドリアン」と発音するが、本項では日本で定着している表記を使用する。
AWAとWWFの両世界タッグ王座を獲得するなど、ヒールのトップ選手として活躍した。1980年代前半の新日本プロレスの常連外国人選手でもあり、ボブ・オートン・ジュニアやディック・マードックとのタッグチームなどで足跡を残した。

## 来歴
アマチュアレスリングやアメリカンフットボールで活動後、ジャイアント馬場やタイガー・ジェット・シンの師匠でもあるフレッド・アトキンスのコーチを受け、1974年にプロレス入り。本名をもじったキース・フランクス（Keith Franks）をリングネームに、デビュー当初はベビーフェイスのポジションで活動。地元ニューヨークのWWWFをはじめ、NWAのフロリダ地区やミッドアトランティック地区など、各地の前座試合に出場してキャリアを積んだ。
1977年、ロサンゼルスのNWAハリウッド・レスリングに進出。金髪の若手ヒールとして売り出され、4月10日には当時ハーリー・レイスが保持していたNWA世界ヘビー級王座に挑戦。5月13日にはザ・ハングマンからNWAアメリカス・ヘビー級王座を奪取、以降も同王座を巡り、チャボ・ゲレロ、ビクター・リベラ、タンク・パットンらと抗争。7月22日にはロディ・パイパーと組んでNWAアメリカス・タッグ王座も獲得、ミル・マスカラスやアンドレ・ザ・ジャイアントとも対戦して日本でも注目を浴びた（当時、日本の専門誌では「ケース・フランクス」と表記されていた）。
1978年、アドリアン・アドニス（Adrian Adonis）と名乗ってジョージア地区に参戦。ベビーフェイスに戻ってブラックジャック・マリガンやスタン・ハンセン、アブドーラ・ザ・ブッチャーらと対戦し、同地区でアイドル的な人気を博していたトミー・リッチのパートナーも務めた。同年下期からは、再びヒールとなってテキサスのアマリロ地区に登場。ゴールデン・ボーイ（The Golden Boy）をニックネームに「俺に勝った奴には5000ドルをくれてやろう」と豪語、ドリー・ファンク・ジュニア、テリー・ファンク、ケビン・フォン・エリック、スコット・ケーシー、ブルーザー・ブロディ、リッキー・ロメロ、タリー・ブランチャード、テッド・デビアス、ヘイスタック・カルホーン、アンドレ・ザ・ジャイアント、ディック・マードックなどの強豪を相手に "$5.000 Golden Challenge" と銘打った賞金マッチを行ったが、敗れて賞金を取られることはなかったという。翌1979年上期は太平洋岸北西部で活動、ロン・スターと組んで4月3日にロディ・パイパー&キラー・ブルックスからNWAパシフィック・ノースウエスト・タッグ王座を奪取した。

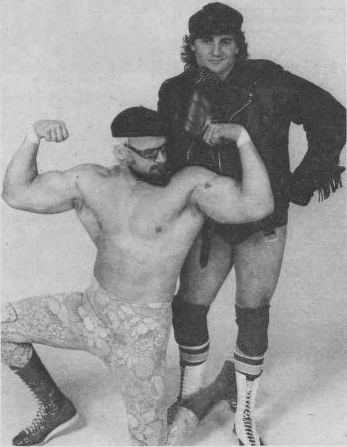
ジェシー・ベンチュラとのイースト・ウエスト・コネクション（1982年）

1979年下期よりAWAに参戦、ジェシー・ベンチュラをパートナーに、アドニスがニューヨーク＝東海岸出身、ベンチュラが自称カリフォルニア＝西海岸出身であることから、イースト・ウエスト・コネクション（The East-West Connection）なるヒールのタッグチームを結成。このコンビで大ブレイクを果たし、1980年7月20日にはAWA世界タッグ王座を獲得、翌1981年6月14日にグレッグ・ガニア&ジム・ブランゼルのハイ・フライヤーズに敗れるまで、前王者チームのバーン・ガニア&マッドドッグ・バションやディック・ザ・ブルーザー&クラッシャー・リソワスキーなどを相手に、1年近くに渡ってタイトルを保持した。1981年下期にはベンチュラ&クラッシャー・ブラックウェルと共闘し、当時AWAで人気が急上昇していたハルク・ホーガンとも抗争を展開した。

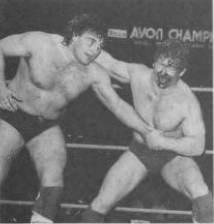
ボブ・バックランド（右）と対戦するアドニス（1982年）

1981年の末にベンチュラと共にWWF入り。両者ともフレッド・ブラッシーを共通のマネージャーに迎え、リック・マーテル&トニー・ガレア、チーフ・ジェイ・ストロンボー&ジュールズ・ストロンボーなどの人気チームと対戦したが、当時は同じヒール陣営のミスター・サイトー&ミスター・フジがWWFタッグ王座に就いていたこともあり、それぞれシングル・プレイヤーとして売り出された。アドニスは1982年1月18日と2月15日、地元ニューヨークのマディソン・スクエア・ガーデンにおける定期戦でボブ・バックランドのWWFヘビー級王座に連続挑戦し、初戦ではバックランドの流血によるレフェリー・ストップで勝利を収めている（タイトルは移動せず）。当時のインターコンチネンタル・ヘビー級王者、ペドロ・モラレスにも再三挑戦した。
1982年7月、WWFとの提携ルートで新日本プロレスに初来日。以降も新日本の常連外国人となって活躍、黒革のライダーズ・ジャケット（革ジャン）が入場時のコスチュームだったため、日本ではアメリカの暴走族のイメージから「暴走狼」のニックネームが付けられた。1983年3月の来日時は、1シリーズだけだがボブ・オートン・ジュニアとタッグを組む。オートンとのチームは「マンハッタン・コンビ」と呼ばれ、繰り出したハイジャック攻撃（コーナーポストを利用したツープラトン攻撃。「摩天楼殺法」とも言われた。アドニスはコーナートップから技を仕掛ける役割だった）の数々は、後に長州力率いる維新軍団などがコピーしてタッグマッチにおける一大潮流となり、スタン・ハンセン&ブルーザー・ブロディの「超獣コンビ」の対抗馬とも目されていた。
しかし、オートンが諸事情でしばらく来日できなくなったため、同年夏以降は、かつてアマリロ地区で賞金マッチを行ったディック・マードックが新パートナーとなる。チームリーダーではなくなったものの、傍若無人な暴走ファイトでアントニオ猪木と藤波辰巳の師弟コンビや維新軍団らと激闘を展開した。北部ニューヨーク出身のアドニスと南部テキサス出身のマードック、出身地も個性も対照的な2人のチームは、後にWWFでノース・サウス・コネクション（The North-South Connection）と呼ばれた。
同時期、アメリカではテキサス州サンアントニオ地区のサウスウエスト・チャンピオンシップ・レスリングを主戦場に、ボブ・スウィータンとサウスウエスト・ヘビー級王座を巡る抗争を展開。1983年5月26日には "Undisputed World  Heavyweight Champion" （真の世界王者）を決めるべく新設されたSCW世界ヘビー級王座の争奪トーナメントに出場、決勝で盟友のボブ・オートン・ジュニアを下して初代王者となり、ルー・テーズが保持していたNWA世界ヘビー級王座の旧ベルトを手にした。
1984年1月より、ビンス・マクマホン・ジュニアの新体制下で全米侵攻を開始したWWFに、マードックとのノース・サウス・コネクションで再登場。同年4月17日、ロッキー・ジョンソン&トニー・アトラスを破りWWF世界タッグ王座を獲得。以降、ワイルド・サモアンズ、ジャック・ブリスコ&ジェリー・ブリスコ、ミル・マスカラス&S・D・ジョーンズ、スパイク・ヒューバー&ブライアン・ブレアーなどのチームを相手に防衛戦を行い、翌1985年1月21日にバリー・ウインダム&マイク・ロトンドのUSエクスプレスに敗れるまで戴冠したが、その後は薬物依存とストレス性過食症で極度の肥満に苦しむようになる。

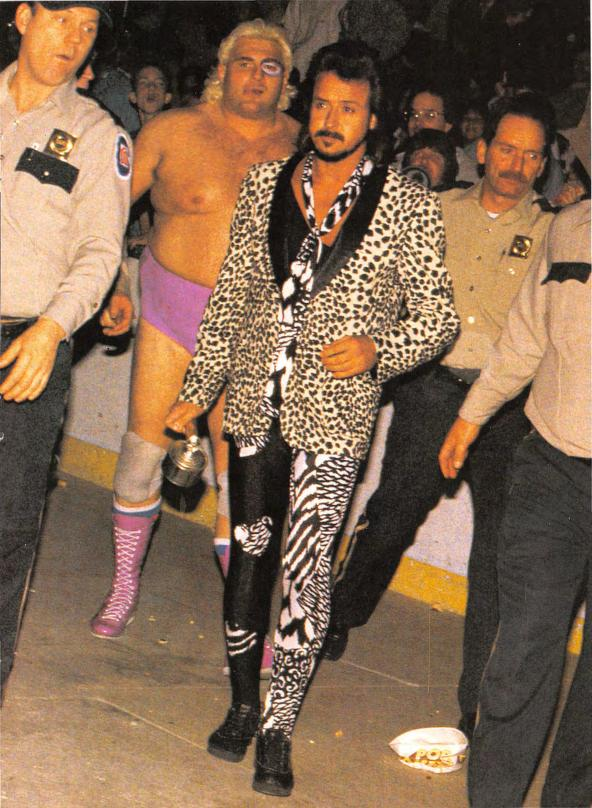
前方はマネージャーのジミー・ハート（1987年）

マードックのWWF離脱後は、ジミー・ハートをマネージャーにゲイボーイ・ギミックの "アドラブル" アドリアン・アドニス（"Adorable" Adrian Adonis）に変身し、LA時代の盟友ロディ・パイパーと抗争。パイパーと仲間割れしたカウボーイ・ボブ・オートンをボディーガードに従え、初代マンハッタン・コンビの再結成も見られたが、アドニスのギミックに合わせオートンもピンク色のテンガロンハットを被るなど、かつての暴走チームの面影はなかった（当時のWWFにはベンチュラも在籍していたが、すでに引退していたためイースト・ウエスト・コネクションが復活することもなかった）。このギミックでは、ザ・フラワー・ショップ（The Flower Shop）なるインタビューコーナーのホストも担当している。
1987年下期のWWF退団後は、リハビリ施設への入所を経て、古巣のAWAにてポール・E・デンジャラスリーをマネージャーに活動。デニス・コンドリー&ランディ・ローズの "オリジナル" ミッドナイト・エクスプレスと共闘し、ワフー・マクダニエルやトミー・リッチと抗争した。
1988年5月には新日本プロレスへの久々の来日も実現。元のスタイルに復帰して再起を図っていた矢先の同年7月4日、遠征先だったカナダのニューファンドランド・ラブラドール州にて移動中、自動車事故に遭い34歳で死去。この事故では、同じく新日本プロレスに度々来日していた双子のタッグチーム、ケリー・ツインズのパット・ケリーも死去した（片割れのマイク・ケリーも同乗していたが、一命は取り留めている）。

## 得意技
- グッドナイト・アイリーン（Goodnight Irene）
- アドラブル・ドッグ（Adorable Dog）
- マンハッタン・ドロップ
- ダイビング・エルボー・ドロップ

## 獲得タイトル
NWAハリウッド・レスリング
- NWAアメリカス・ヘビー級王座（ロサンゼルス版）：1回[5]
- NWAアメリカス・タッグ王座：2回（w / ブラック・ゴールドマン、ロディ・パイパー）[7]

パシフィック・ノースウエスト・レスリング
- NWAパシフィック・ノースウエスト・タッグ王座：1回（w / ロン・スター）[11]

アメリカン・レスリング・アソシエーション
- AWA世界タッグ王座：1回（w / ジェシー・ベンチュラ）[13]

サウスウエスト・チャンピオンシップ・レスリング
- SCWサウスウエスト・ヘビー級王座：1回[23]
- SCW世界ヘビー級王座：1回[24]

ワールド・レスリング・フェデレーション
- WWF世界タッグ王座：1回（w / ディック・マードック）[27]

## マネージャー
- フレッド・ブラッシー（WWF、NJPW）
- ボビー・ヒーナン（AWA、WWF）
- ジミー・ハート（WWF）
- ポール・E・デンジャラスリー（AWA）